# Gary Martin
Gary John Martin (Darlington, 10 ottobre 1990) è un calciatore inglese, attaccante del Víkingur Ólafsvík in prestito dal Selfoss.

## Carriera

### Club
Cresciuto nelle giovanili del Middlesbrough, viene acquistato a titolo temporaneo dagli ungheresi dell'Újpest nel corso della sessione invernale del calciomercato della stagione 2009-2010. Il proprio debutto con la stessa in Nemzeti Bajnokság I avviene in data 14 marzo 2010, subentrando a Péter Kabát nella vittoria per 4-1 sul Diósgyőr. Ha giocato 2 partite nella massima divisione ungherese, prima di tornare al Boro per fine prestito.
A luglio 2010, Martin è stato ingaggiato dagli islandesi dell'ÍA Akraness, militanti in 1. deild karla. Ha debuttato con questa maglia in data 28 luglio, quando ha sostituito Stefán Örn Arnarson nel pareggio per 1-1 in casa del Fjölnir. Il 13 agosto ha realizzato la prima rete, in occasione del pareggio per 2-2 arrivato sul campo del Þór.
Nel mese di agosto 2011, è passato in prestito ai danesi dello Hjørring, in 1. Division. Il 9 novembre successivo, la società ha reso noto che non avrebbe esteso la durata del prestito del giocatore, che avrebbe fatto ritorno così all'ÍA Akranes in vista dell'inizio del campionato islandese.
Il 6 maggio 2012 ha avuto allora modo di effettuare il proprio esordio in Úrvalsdeild, poiché durante la sua esperienza in Danimarca la squadra aveva centrato la promozione nella massima divisione locale: è stato schierato titolare nella vittoria per 0-1 maturata sul campo del Breiðablik. Il 10 maggio ha segnato il primo gol in questa divisione, nel successo per 3-2 sul KR Reykjavík. È rimasto in squadra fino al mese di luglio 2012, totalizzando complessivamente 22 reti in 36 partite di campionato.
Il 19 luglio 2012, il KR Reykjavík ha confermato sul proprio sito internet d'aver ingaggiato Martin, che si è legato al club per i successivi due anni e mezzo. Il 21 luglio ha così debuttato con questa casacca, trovando anche la rete nel pareggio per 1-1 in casa dello Stjarnan. In questa porzione di stagione ha contribuito alla vittoria finale del Bikar karla 2012, l'annuale edizione della coppa nazionale.
In virtù di questo successo, il KR Reykjavík ha partecipato all'Europa League 2013-2014: Martin ha giocato così la prima partita nelle competizioni europee per club quando è stato schierato titolare nel pareggio per 0-0 contro il Glentoran, nell'andata del primo turno di qualificazione alla competizione. Nella sfida di ritorno, datata 11 luglio, ha segnato la prima rete e ha contribuito al successo esterno della sua squadra per 0-3. Per quanto concerne il campionato, il KR Reykjavík si è aggiudicato la vittoria del titolo e Martin si è laureato capocannoniere, in ex aequo con Atli Viðar Björnsson e Viðar Örn Kjartansson (tutti a quota 13 gol).
L'anno seguente, il KR Reykjavík ha cominciato la stagione vincendo la Supercoppa d'Islanda. In campionato, la squadra ha chiuso al 3º posto e Martin ha segnato nuovamente 13 reti, confermando così il titolo di capocannoniere. Ha inoltre contribuito al successo finale nel Bikar karla 2014.
Il 28 aprile 2015, Martin ha rinnovato il contratto che lo legava al club fino al 2017. È rimasto in squadra sino al termine del campionato 2015, congedandosi dal club con due coppe nazionali, un campionato e una supercoppa, oltre che con 34 reti in 69 partite in Úrvalsdeild.
In vista del campionato 2016, Martin si è trasferito al Víkingur, con cui ha disputato la prima partita in data 2 maggio, schierato titolare nel pareggio esterno per 0-0 contro la sua ex squadra del KR Reykjavík. Il 22 maggio ha segnato invece la prima rete, nel successo per 0-3 in trasferta sul campo dell'ÍBV Vestmannæyja.
Il 10 agosto 2016, i norvegesi del Lillestrøm hanno annunciato ufficialmente l'ingaggio di Martin con la formula del prestito fino al termine della stagione. Il giocatore ha scelto di vestire la maglia numero 19. Ha esordito in Eliteserien in data 13 agosto, subentrando ad Ole Martin Rindarøy nel pareggio per 1-1 maturato sul campo del Bodø/Glimt. Il 20 agosto ha trovato la prima rete nella massima divisione locale, nel pareggio interno per 1-1 contro l'Haugesund. Ha totalizzato 10 presenze in campionato e 4 reti nel corso di quella porzione di stagione.
Il 16 gennaio 2017, la squadra belga del Lokeren ha reso noto d'aver ingaggiato Martin, che si è legato al nuovo club con un contratto valido per i successivi due anni e mezzo, con opzione per un'ulteriore stagione. Ha esordito nella Pro League in data 25 gennaio, subentrando a Tom De Sutter nel pareggio per 0-0 contro il Gent. Il 18 ottobre successivo ha rescisso l'accordo che lo legava al club.
Libero da vincoli contrattuali, in data 25 ottobre ha firmato ufficialmente un accordo triennale con il Lillestrøm, legandosi per i successivi tre anni, a partire dal 1º gennaio 2018. In attesa di questo trasferimento, in data 2 novembre 2017 ha firmato un accordo a breve termine con lo York City, compagine militante in National League North, sesto livello del sistema piramidale inglese, per mantenersi in forma.
L'8 gennaio 2019 è tornato in Islanda, nelle file del Valur.

## Statistiche

### Presenze e reti nei club
Statistiche aggiornate al 20 aprile 2024.
| Stagione                | Club                    | Campionato              | Campionato | Campionato | Coppe nazionali | Coppe nazionali | Coppe nazionali | Coppe continentali | Coppe continentali | Coppe continentali | Supercoppe | Supercoppe | Supercoppe | Totale | Totale |
| Stagione                | Club                    | Comp                    | Pres       | Reti       | Comp            | Pres            | Reti            | Comp               | Pres               | Reti               | Comp       | Pres       | Reti       | Pres   | Reti   |
| ----------------------- | ----------------------- | ----------------------- | ---------- | ---------- | --------------- | --------------- | --------------- | ------------------ | ------------------ | ------------------ | ---------- | ---------- | ---------- | ------ | ------ |
| feb.-giu. 2010          | Újpest                  | NB1                     | 2          | 0          | CU              | 1               | 0               | -                  | -                  | -                  | -          | -          | -          | 3      | 0      |
| lug.-dic. 2010          | ÍA Akraness             | 1D                      | 9          | 10         | CI+CdL          | ?               | ?               | -                  | -                  | -                  | -          | -          | -          | 9+     | 10+    |
| gen.-ago. 2011          | ÍA Akraness             | 1D                      | 16         | 9          | CI+CdL          | ?               | ?               | -                  | -                  | -                  | -          | -          | -          | 16+    | 9+     |
| ago.-dic. 2011          | Hjørring                | 1D                      | 0          | 0          | CD              | 0               | 0               | -                  | -                  | -                  | -          | -          | -          | 0      | 0      |
| gen.-lug. 2012          | ÍA Akraness             | UD                      | 11         | 3          | CI+CdL          | ?               | ?               | -                  | -                  | -                  | -          | -          | -          | 11+    | 3+     |
| Totale ÍA Akranes       | Totale ÍA Akranes       | Totale ÍA Akranes       | 36         | 22         |                 | ?               | ?               |                    | -                  | -                  |            | -          | -          | 36+    | 22+    |
| lug.-dic. 2012          | KR Reykjavík            | UD                      | 11         | 4          | CI+CdL          | 2+?             | 2+?             | UCL                | -                  | -                  | SI         | -          | -          | 13+    | 6+     |
| 2013                    | KR Reykjavík            | UD                      | 22         | 12         | CI+CdL          | 3+?             | 1+?             | UEL                | 4                  | 1                  | SI         | 1          | 0          | 30+    | 14+    |
| 2014                    | KR Reykjavík            | UD                      | 21         | 13         | CI+CdL          | 5+?             | 2+?             | UCL                | 2                  | 0                  | SI         | 1          | 0          | 29+    | 15+    |
| 2015                    | KR Reykjavík            | UD                      | 15         | 5          | CI+CdL          | 3+?             | 1+?             | UEL                | 4                  | 0                  | SI         | 1          | 0          | 23+    | 6+     |
| Totale KR Reykjavík     | Totale KR Reykjavík     | Totale KR Reykjavík     | 69         | 34         |                 | 13+?            | 6+?             |                    | 10                 | 1                  |            | 3          | 0          | 95+    | 41+    |
| feb.-ago. 2016          | Víkingur                | UD                      | 13         | 5          | CI+CdL          | 1+?             | 0+?             | -                  | -                  | -                  | -          | -          | -          | 14+    | 5+     |
| ago.-dic. 2016          | Lillestrøm              | ES                      | 10         | 4          | CN              | -               | -               | -                  | -                  | -                  | -          | -          | -          | 10     | 4      |
| gen.-giu. 2017          | Lokeren                 | D1                      | 14         | 0          | CB              | -               | -               | -                  | -                  | -                  | -          | -          | -          | 14     | 0      |
| lug.-ott. 2017          | Lokeren                 | D1                      | 0          | 0          | CB              | 0               | 0               | -                  | -                  | -                  | -          | -          | -          | 0      | 0      |
| Totale Lokeren          | Totale Lokeren          | Totale Lokeren          | 14         | 0          |                 | 0               | 0               |                    | -                  | -                  |            | -          | -          | 14     | 0      |
| nov.-dic. 2017          | York City               | NLN                     | 3          | 0          | -               | -               | -               | -                  | -                  | -                  | -          | -          | -          | 3      | 0      |
| 2018                    | Lillestrøm              | ES                      | 19         | 2          | CN              | 4               | 3               | UEL                | 2                  | 0                  | SN         | 1          | 0          | 26     | 5      |
| Totale Lillestrøm       | Totale Lillestrøm       | Totale Lillestrøm       | 29         | 6          |                 | 4               | 3               |                    | 2                  | 0                  |            | 1          | 0          | 36     | 9      |
| feb.-mag. 2019          | Valur                   | UD                      | 3          | 2          | CI+CdL          | 1+4             | 0+7             | UCL                | 0                  | 0                  | SI         | 1          | 0          | 9      | 9      |
| lug.-dic. 2019          | ÍBV Vestmannæyja        | UD                      | 12         | 12         | CI+CdL          | -               | -               | -                  | -                  | -                  | -          | -          | -          | 12     | 12     |
| gen.-giu. 2020          | Darlington              | NLN                     | 6          | 0          | -               | -               | -               | -                  | -                  | -                  | -          | -          | -          | 6      | 0      |
| giu.-dic. 2020          | ÍBV Vestmannæyja        | 1D                      | 19         | 11         | CI+CdL          | 4+0             | 7+0             | -                  | -                  | -                  | -          | -          | -          | 23     | 18     |
| gen.-apr. 2021          | ÍBV Vestmannæyja        | UD                      | -          | -          | CI+CdL          | 1+3             | 1+2             | -                  | -                  | -                  | -          | -          | -          | 4      | 3      |
| Totale ÍBV Vestmannæyja | Totale ÍBV Vestmannæyja | Totale ÍBV Vestmannæyja | 31         | 23         |                 | 8               | 10              |                    | -                  | -                  |            | -          | -          | 39     | 33     |
| apr.-dic. 2021          | Selfoss                 | 1D                      | 22         | 13         | CI+CdL          | 0+0             | 0+0             | -                  | -                  | -                  | -          | -          | -          | 22     | 13     |
| 2022                    | Selfoss                 | 1D                      | 21         | 9          | CI+CdL          | 1+4             | 2+4             | -                  | -                  | -                  | -          | -          | -          | 26     | 15     |
| 2023                    | Selfoss                 | 1D                      | 21         | 4          | CI+CdL          | 1+3             | 0+0             | -                  | -                  | -                  | -          | -          | -          | 25     | 4      |
| 2024                    | Selfoss                 | 1D                      | 0          | 0          | CI+CdL          | 0+0             | 0+0             | -                  | -                  | -                  | -          | -          | -          | 0      | 0      |
| Totale Selfoss          | Totale Selfoss          | Totale Selfoss          | 64         | 26         |                 | 9               | 6               |                    | -                  | -                  |            | -          | -          | 73     | 32     |
| Totale carriera         | Totale carriera         | Totale carriera         | 270        | 118        |                 | 41+             | 32+             |                    | 12                 | 1                  |            | 5          | 0          | 328+   | 151+   |

## Palmarès

### Club
- Coppa d'Islanda: 2

KR Reykjavík: 2012, 2014
- Campionato islandese: 1

KR Reykjavík: 2013
- Supercoppa d'Islanda: 2

KR Reykjavík: 2014

### Individuale
- Capocannoniere del campionato islandese: 2

2013 (13 gol, ex aequo con Atli Viðar Björnsson e Viðar Örn Kjartansson), 2014 (13 gol)